# Ibrahim Ahmed Abdelwarez
Ibrahim Ahmed Abdelwarez (1988) es un deportista egipcio que compitió en atletismo adaptado. Ganó una medalla de plata en los Juegos Paralímpicos de Londres 2012, en la prueba de lanzamiento de peso (clase F37/38).

## Palmarés internacional
| Juegos Paralímpicos | Juegos Paralímpicos   | Juegos Paralímpicos | Juegos Paralímpicos |
| Año                 | Lugar                 | Medalla             | Prueba              |
| ------------------- | --------------------- | ------------------- | ------------------- |
| 2012                | Londres (Reino Unido) | Medalla de plata    | Peso F37/38         |